# Robert Lacroix
Robert Valère Arthur Lacroix (12 mei 1931 - 3 januari 1997) was een Belgisch volksvertegenwoordiger en senator.

## Levensloop
Voor de PSB en later de PS werd Lacroix verkozen tot gemeenteraadslid van Zinnik, waar hij ook schepen was.
Van 1974 tot 1977 zetelde hij namens het arrondissement Zinnik in de Kamer van volksvertegenwoordigers. Nadat hij bij de verkiezingen van 1977 niet meer werd herkozen, zetelde hij van 1977 tot 1978 als gecoöpteerd senator in de Belgische Senaat.

## Bron
- GERARD E., WITTE E., GUBIN E., NANDRIN J.P., Geschiedenis van de Kamer van Volksvertegenwoordigers 1830-2002, Brussel, 2003.